# (53550) 2000 BF19
2000 بي أف 19 (ويعرف أيضًا باسم (53550) 2000 بي أف 19 وفق تسمية الكوكب الصغير) (بالإنجليزية: 2000 BF19)‏ هو كويكب ضمن حزام الكويكبات؛ وترتيبه 53550 من حيث الاكتشاف.
اكتُشف هذا الجُرم الفلكي بواسطة سبيس واتش في 28 يناير 2000.

## وصلات خارجية
- (53550) 2000 BF19 في قاعدة بيانات مختبر الدفع النفاث لأجرام النظام الشمسي الصغيرة

- الاكتشاف · مخطط المدار ·  العناصر المدارية · المعلمات المادية

- (53550) 2000 BF19 على موقع ويكي سكاي: DSS2, SDSS, GALEX, IRAS, Hydrogen α, X-Ray, Astrophoto, Sky Map, Articles and images